# Железничка станица Белотинце
Железничка станица Белотинце је једна од станица на прузи Ниш-Прешево. Налази се у насељу Белотинац у општини Дољевац. Пруга се наставља ка Дољевцу у једном и Међурову у другом смеру. Железничка станица Белотинце састоји се из 4 колосека.